# Liên đoàn bóng đá Bắc Mỹ
Liên đoàn bóng đá Bắc Mỹ (NAFU; tiếng Pháp: Union Nord-Américaine de Football; tiếng Tây Ban Nha: Unión Norteamericana de Fútbol) là một liên đoàn khu vực trực thuộc CONCACAF, đại diện cho các hiệp hội bóng đá của những quốc gia ở khu vực Bắc Mỹ.  NAFU không có cơ cấu tổ chức. Quy chế nói rằng "CONCACAF sẽ công nhận... Liên đoàn Bóng đá Bắc Mỹ (NAFU)". NAFU có một đại diện của CONCACAF cho Ủy ban điều hành FIFA.

## Thành viên
Liên đoàn bóng đá Bắc Mỹ có 3 thành viên chính thức:
| Mã FIFA | Hiệp hội |
| ------- | -------- |
| CAN     | Canada   |
| MEX     | Mexico   |
| Hoa Kỳ  | Hoa Kỳ   |

Tại giải đấu năm 2015, CONCACAF lưu ý rằng "Bất kể các liên đoàn có liên kết với NAFU, Bahamas và Bermuda sẽ được quyền tham gia các giải đấu của CFU".

## Giải đấu

### Đội tuyển quốc gia
Cho đến năm 2017, Canada, Mexico và Hoa Kỳ đã tự động đủ điều kiện tham dự Cúp Vàng CONCACAF.
Hiện tại CONCACAF Nations League đóng vai trò là vòng loại cho CONCACAF Gold Cup.
- Cúp các quốc gia Bắc Mỹ 1990  [3]
- Cúp các quốc gia Bắc Mỹ năm 1991 [4]

### Câu lạc bộ
SuperLiga là một giải đấu câu lạc bộ giữa hai giải khu vực Bắc Mỹ kéo dài từ năm 2007 đến năm 2010. Đây là một giải đấu chính thức được CONCACAF chấp thuận, nhưng không được tổ chức bởi liên đoàn.  Khi vòng loại khu vực được sử dụng cho Cúp vô địch các câu lạc bộ CONCACAF, các câu lạc bộ Bermudia đấu với các câu lạc bộ Mexico hoặc Mỹ.
Cúp vô địch Bắc Mỹ là một trận đấu thường niên được thành lập vào năm 2018, được tổ chức giữa đội vô địch của MLS trước đó và dội vô địch Liga MX.
Leagues Cup là giải đấu loại trực tiếp câu lạc bộ giữa các đội từ MLS và Liga MX được thành lập vào năm 2019.

## Thành tích tại các giải đấu quốc tế
| - VĐ – Vô địch - H2 – Á quân - H3 – Hạng 3 - H4 – Hạng 4 - TK – Tứ kết - V16 – Vòng 16 đội (từ 1986) - V2 – Vòng bảng thứ 2 (1982) - VB – Vòng bảng (1930 và kể từ 1950) - V1 – Vòng 1 (1934 và 1938) | - q – Vượt qua vòng loại - • — Không vượt qua vòng loại - — Không tham dự - × — Bị cấm tham dự - — Chủ nhà |  |

### World Cup
| Chủ nhà   | 1930 | 1934 | 1938 | 1950 | 1954 | 1958 | 1962 | 1966 | 1970 | 1974 | 1978 | 1982 | 1986 | 1990 | 1994 | 1998 | 2002 | 2006 | 2010 | 2014 | 2018 | 2022          | 2026          | Số lần tham dự (không tính vòng loại) | Bao gồm cả vòng loại |
| --------- | ---- | ---- | ---- | ---- | ---- | ---- | ---- | ---- | ---- | ---- | ---- | ---- | ---- | ---- | ---- | ---- | ---- | ---- | ---- | ---- | ---- | ------------- | ------------- | ------------------------------------- | -------------------- |
| Canada    |      |      |      |      |      | •    |      |      | •    | •    | •    | •    | VB   | •    | •    | •    | •    | •    | •    | •    | •    |               |               | 1                                     | 14                   |
| México    | VB   | •    |      | VB   | VB   | VB   | VB   | VB   | TK   | •    | VB   | •    | TK   | ×    | R16  | V16  | V16  | V16  | V16  | V16  | V16  |               |               | 16                                    | 19                   |
| Hoa Kỳ    | H3   | V1   |      | VB   | •    | •    | •    | •    | •    | •    | •    | •    | •    | VB   | V16  | VB   | TK   | VB   | V16  | V16  | •    |               |               | 10                                    | 20                   |
| Tổng cộng | 2    | 1    | 0    | 2    | 1    | 1    | 1    | 1    | 1    | 0    | 1    | 0    | 2    | 1    | 2    | 2    | 2    | 2    | 2    | 2    | 1    | Chưa xác định | Chưa xác định | 27                                    | –                    |

### World Cup nữ
| Chủ nhà   | 1991 | 1995 | 1999 | 2003 | 2007 | 2011 | 2015 | 2019 | Số lần tham dự (không tính vòng loại) | Bao gồm vòng loại |
| --------- | ---- | ---- | ---- | ---- | ---- | ---- | ---- | ---- | ------------------------------------- | ----------------- |
| Canada    | •    | VB   | VB   | H4   | VB   | VB   | TK   | V16  | 6                                     | 7                 |
| México    | •    | •    | VB   | •    | •    | VB   | VB   | •    | 3                                     | 7                 |
| Hoa Kỳ    | VĐ   | H3   | VĐ   | H3   | H3   | H2   | VĐ   | VĐ   | 7                                     | 7                 |
| Tổng cộng | 1    | 2    | 3    | 2    | 3    | 3    | 3    | 2    | 16                                    |                   |

### Confederations Cup
| Chủ nhà   | 1992 | 1995 | 1997 | 1999 | 2001 | 2003 | 2005 | 2009 | 2013 | 2017 | Số lần tham dự |
| --------- | ---- | ---- | ---- | ---- | ---- | ---- | ---- | ---- | ---- | ---- | -------------- |
| Canada    | •    | •    | •    | ×    | VB   | •    | •    | •    | •    | •    | 1              |
| México    | •    | H3   | VB   | VĐ   | VB   | •    | H4   | •    | VB   | H4   | 7              |
| Hoa Kỳ    | H3   | •    | •    | H3   | •    | VB   | •    | H2   | •    | •    | 4              |
| Tổng cộng | 1    | 1    | 1    | 2    | 2    | 1    | 1    | 1    | 1    | 1    | 12             |